# كارلوس ألبرتو (لاعب كرة قدم)
كارلوس ألبرتو (بالبرتغالية: Carlos Alberto de Oliveira Júnior‏) هو لاعب كرة قدم برازيلي في مركز الوسط، ولد في 24 يناير 1978 في ريو دي جانيرو في البرازيل. لعب مع أتلتيكو مينييرو ونادي جوينفيل ونادي غوياس ونادي فيغورينسي ونادي كورينثيانز وGuarani Esporte Clube (MG) ‏ وClube Náutico Marcílio Dias ‏.

## وصلات خارجية
- كارلوس ألبرتو على موقع قاعدة بيانات كرة القدم.إي يو (الإنجليزية)
- كارلوس ألبرتو على موقع Soccerway.com (الإنجليزية)